# 曾普莱瑙加尔德
曾普莱瑙加尔德，是匈牙利包尔绍德-奥包乌伊-曾普伦州所辖的一个村。总面积29.11平方公里，总人口771，人口密度26.5人/平方公里（2011年1月1日）。